# From the Mars Hotel
From the Mars Hotel è il settimo album in studio del gruppo rock statunitense Grateful Dead, pubblicato nel 1974.

## Descrizione

### Registrazione
I Grateful Dead tornarono in studio a fine marzo 1974, con l'intenzione di registrare alcune nuove canzoni. Gran parte dei nuovi brani erano composizioni del chitarrista Jerry Garcia e del paroliere Robert Hunter. Tuttavia, Pride of Cucamonga e Unbroken Chain furono scritte entrambe dal bassista Phil Lesh con l'assistenza del poeta Bobby Petersen. Bob Weir contribuì con Money Money, scritta insieme a John Perry Barlow.
I membri del gruppo scelsero di fare ritorno agli studi Coast Recorders su Folsom Street a San Francisco, dove avevano registrato The Golden Road (To Unlimited Devotion) nel 1967. Lo studio era ora di proprietà dei CBS Studios ed era stato ristrutturato. La band si occupò della produzione con l'aiuto dell'ingegnere del suono Roy Segal. Secondo Segal, a Garcia piaceva lo studio perché aveva sonorità più simili a un concerto dal vivo rispetto al Record Plant, dove la band aveva inciso l'album precedente. Poco tempo prima Garcia aveva già suonato nei CBS Studios con Art Garfunkel durante le sessioni per Angel Clare.
Molte delle composizioni Garcia-Hunter erano state già rodate dal vivo da oltre un anno. U.S. Blues aveva preso forma come Wave That Flag nel febbraio 1973 prima di essere pesantemente riscritta; tuttavia, Scarlet Begonias era stata introdotta solamente prima delle sessioni di registrazione. Money Money di Weir fu arrangiata direttamente in studio. Una versione di China Doll (presentata nel febbraio 1973) era stata registrata per il precedente album Wake of the Flood, ma non utilizzata. Lesh registrò nastri demo di due tracce durante le sessioni dell'album. Sebbene Garcia avesse suonato la pedal steel guitar per la band, John McFee (dei Clover) fu il musicista ospite allo strumento per Pride of Cucamonga. Il compositore elettrico Ned Lagin (frequente spettatore dei concerti dei Dead nel periodo 1970-1975) suonò il sintetizzatore in Unbroken Chain.
Come già accaduto in passato, la band si sentì insoddisfatta delle restrizioni imposte dallo studio di registrazione rispetto alle esibizioni dal vivo. Commentando a posteriori le sedute di registrazione per l'album, il batterista Bill Kreutzmann disse: «Lo studio sembrava artificioso. Non poteva offrire la libertà di suonare qualcosa dal vivo, né la soddisfazione».
Mentre registravano il disco, i Grateful Dead testarono un nuovo imponente sistema di amplificazione chiamato "The Wall of Sound".

### Copertina
La copertina dell'album è un'illustrazione degli artisti Alton Kelley e Stanley Mouse, che avevano creato in precedenza le copertine degli album American Beauty, Grateful Dead, Europe '72. L'immagine raffigura un vero edificio di San Francisco, posizionato in un paesaggio extraterrestre. Il vero Mars Hotel era una fatiscente pensione situata al numero 192 di Fourth Street, che era stata la residenza temporanea di Jack Kerouac e precedentemente usata come una delle location per il video promozionale del singolo The Jean Genie di David Bowie. Fu demolita durante la riqualificazione dell'area. Per contrastare il fenomeno dei bootleg, la parola "authentic" fu stampata in una colonna verticale sul margine sinistro della copertina. Capovolgendo l'immagine di copertina, è possibile decifrare le parole "Ugly Rumors", che era stato il titolo provvisorio del disco.
Il retro di copertina raffigura i membri della band in versione a cartoni animati seduti su un divano in una stanza nello spazio intenti a guardare la televisione.

## Pubblicazione
Una versione accorciata di U.S. Blues venne pubblicata su singolo (B-side Loose Lucy). L'album fu pubblicato il 27 giugno 1974 negli Stati Uniti dall'etichetta del gruppo, la Grateful Dead Records.
Quattro tracce dell'album diventarono pezzi fissi nelle scalette dei concerti del gruppo negli anni successivi. Scarlet Begonias in particolare divenne una estesa jam dal vivo, solitamente accorpata con Fire on the Mountain, mentre U.S. Blues divenne uno dei consueti bis. Ship of Fools e China Doll furono eseguite meno frequentemente. Money Money fu suonata dal vivo per tre volte, nel maggio 1974, e poi accantonata alla pubblicazione dell'album, perché la "misoginia" della canzone disturbava alcuni membri della band. Loose Lucy fu abbandonata dopo il 1974 e ripresa nel 1990. Solo Pride of Cucamonga non venne mai suonata dal vivo.
Dopo il collasso della casa discografica della band e il trasferimento alla Arista Records, l'album restò fuori catalogo per molti anni. La prima ristampa in formato CD risale al 1985, e rimase in vendita fino alla successiva edizione del 1989 pubblicata su etichetta Grateful Dead Records.

## Accoglienza
| Recensione                    | Giudizio |
| ----------------------------- | -------- |
| AllMusic                      | [ 11 ]   |
| Christgau's Record Guide      | B–       |
| The Rolling Stone Album Guide | [ 13 ]   |
| Encyclopedia of Popular Music | [ 14 ]   |
| Piero Scaruffi                | [ 15 ]   |

Il critico musicale del Village Voice Robert Christgau scrisse dell'album: "Più luminoso e più veloce di Wake of the Flood, con quasi altrettanti brani memorabili quanto American Beauty. Robert Hunter non sta progredendo, tuttavia, anche U.S. Blues, una divertente raccolta di idee, sembra ricevuta piuttosto che trovata. E una canzone a firma Weir-Barlow sul denaro, è solo un altro modo di denigrare le donne per i ricchi hippy di Marin County".
From the Mars Hotel si è classificato alla posizione numero 556 nella terza edizione del libro All Time Top 1000 Albums di Colin Larkin (2000).

## Tracce
- Tutti i brani sono opera di Jerry Garcia e Robert Hunter, tranne dove indicato diversamente.

Lato 1
1. U.S. Blues – 4:42
2. China Doll – 4:10
3. Unbroken Chain (Phil Lesh & Robert Petersen) – 6:46
4. Loose Lucy– 3:22

Lato 2
1. Scarlet Begonias – 4:19
2. Pride of Cucamonga (Phil Lesh & Robert Petersen) – 4:17
3. Money Money (Bob Weir & John Perry Barlow) – 4:23
4. Ship of Fools – 5:27

## Formazione
- Jerry Garcia - chitarra, voce
- Bob Weir - chitarra, voce
- Phil Lesh - basso, voce
- Mickey Hart - batteria
- Bill Kreutzmann - batteria
- Donna Jean Godchaux - voce
- Keith Godchaux - tastiere, voce
- John McFee: pedal steel guitar in Pride of Cucamonga
- Ned Lagin - sintetizzatore in Unbroken Chain